# Biopsyche
Biopsyche är ett släkte av fjärilar. Biopsyche ingår i familjen säckspinnare.
Kladogram enligt Catalogue of Life:
| Biopsyche | \| \| Biopsyche apicalis \| \| \| \| \| \| Biopsyche thoracicum \| \| \| \| |
|           | \| \| Biopsyche apicalis \| \| \| \| \| \| Biopsyche thoracicum \| \| \| \| |
|           | Biopsyche apicalis                                                          |
|           |                                                                             |
|           | Biopsyche thoracicum                                                        |
|           |                                                                             |